# Балтабаев, Мукаш Руставлетович
Мукаш Руставлетович Балтабаев (15 мая 1921 года—23 марта 2020 года) — советский и киргизский учёный-педагог, член-корреспондент АПН СССР (1968), член-корреспондент НАН КР (1993), иностранный член РАО.

## Биография
Родился 15 мая 1921 года в с. Кочкорка Нарынской области.
В 1937 году, после окончания семилетки поехал во Фрунзе, и поступил на рабочий факультет при Киргизском государственном педагогическом институте, отучившись два года, поступил на первый курс педагогического института.
В сентябре 1940 года, со второго курса, был призван в армию, был направлен в Алма-Атинское стрелково-пулеметное училище.
Участник Великой Отечественной войны, принимал участие в обороне Севастополя.
В 1952 году — окончил Киргизский государственный педагогический институт, в 1965 году — аспирантуру Киргизского НИИ педагогики.
Трудовая деятельность:
- проректор Киргизского женского педагогического института;
- заведующий кафедрой, проректор Киргизского государственного университета;
- заведующий кафедрой Фрунзенского педагогического института русского языка и литературы.

В 1976 году — защитил докторскую диссертацию, в 1977 году — присвоено учёное звание профессора.
В 1968 году — избран членом-корреспондентом Академии педагогических наук СССР, в 1993 году — избран членом-корреспондентом НАН КР, был избран иностранным членом РАО.
Мукаш Руставлетович Балтабаев умер 23 марта 2020 года.

## Научная деятельность
Специалист в области теории и истории педагогики.
Автор более 130 научных работ, в том числе 5 монографий. Под его руководством защищены 15 кандидатских диссертаций.
Основные работы
- Развитие всеобщего среднего образования в Киргизской ССР. Фрунзе, «Мектеп», 1978;
- Кыргызстанда элге билим беруу иши 60 жылда. Фрунзе, «Мектеп», 1983;
- Совершенствование работы сельской общеобразовательной школы. Фрунзе, «Мектеп», 1987;
- Антология педагогической мысли Киргизской ССР (в соавторстве). Москва, «Педагогика», 1988.

## Награды
- Орден Отечественной войны I степени (1985)
- Медаль «За боевые заслуги» (1983)
- Медаль «За оборону Севастополя» (1985)
- Орден «Знак Почёта»
- Заслуженный учитель Киргизской ССР (1981)
- Почётная грамота ВС Киргизской ССР (1973)